# ماريك فانتشو
ماريك فانتشو مواليد 12 يوليو 1989 في كارفينا، التشيك، هو لاعب كرة يد تشيكي يلعب كجناح أيمن. مثل منتخب التشيك لكرة اليد.

## سجل المنافسة
شارك في البطولات التالية:
- بطولة أوروبا لكرة اليد للرجال 2014

## روابط خارجية
- ماريك فانتشو على موقع الاتحاد الأوروبي لكرة اليد (الإنجليزية)